# Jan Drda

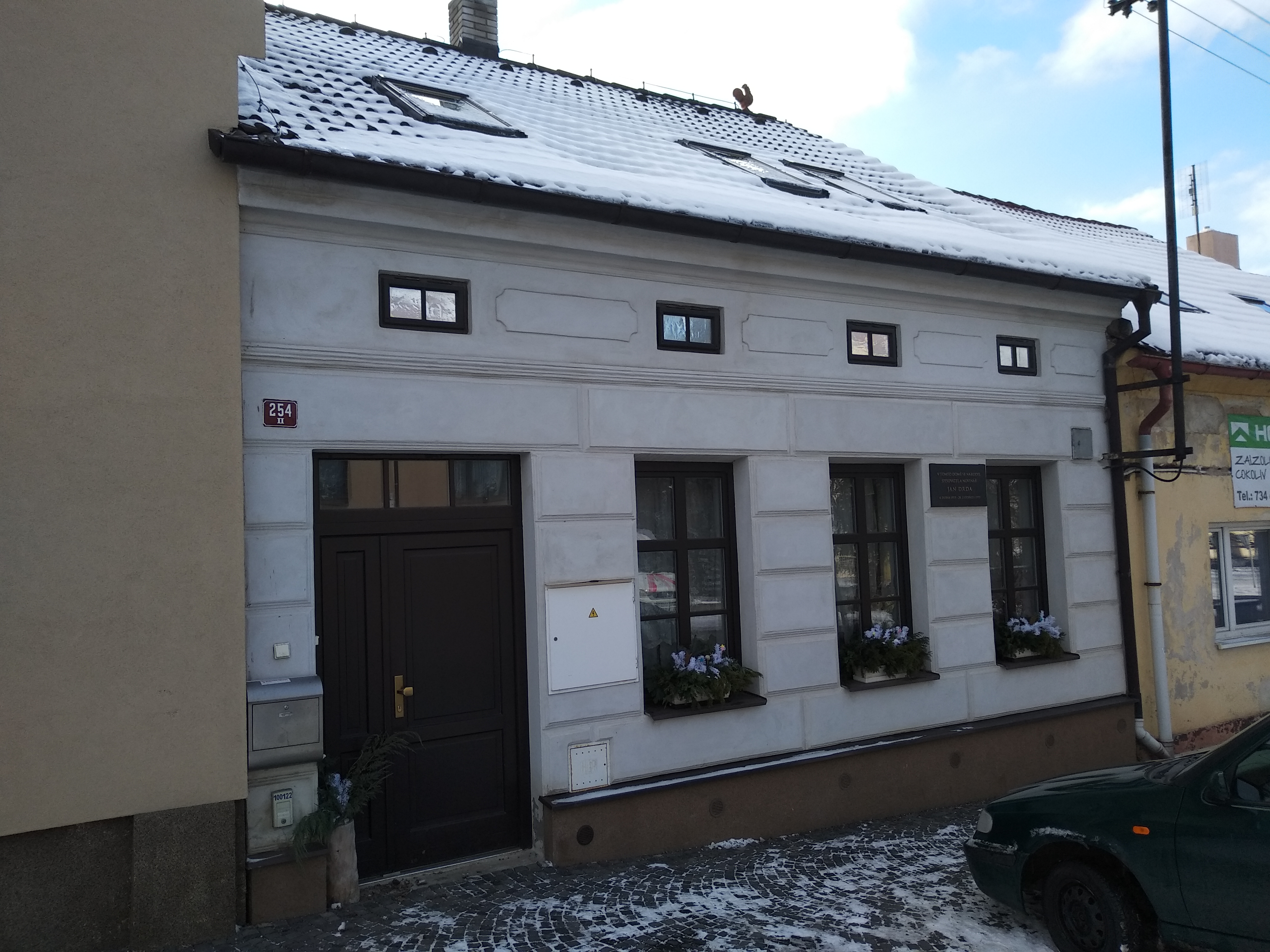
Rodný dům v Příbrami

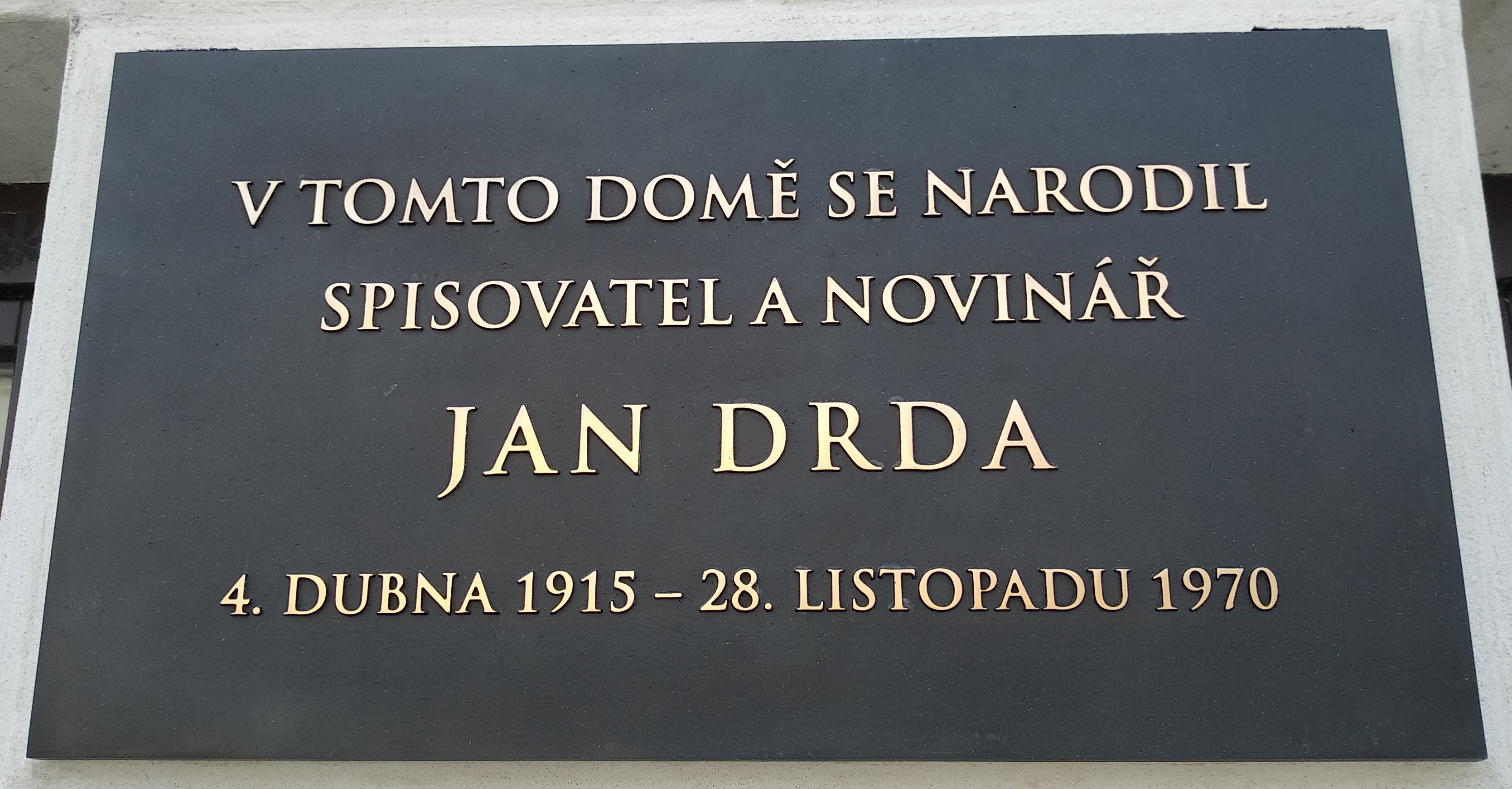
Pamětní deska v Příbrami

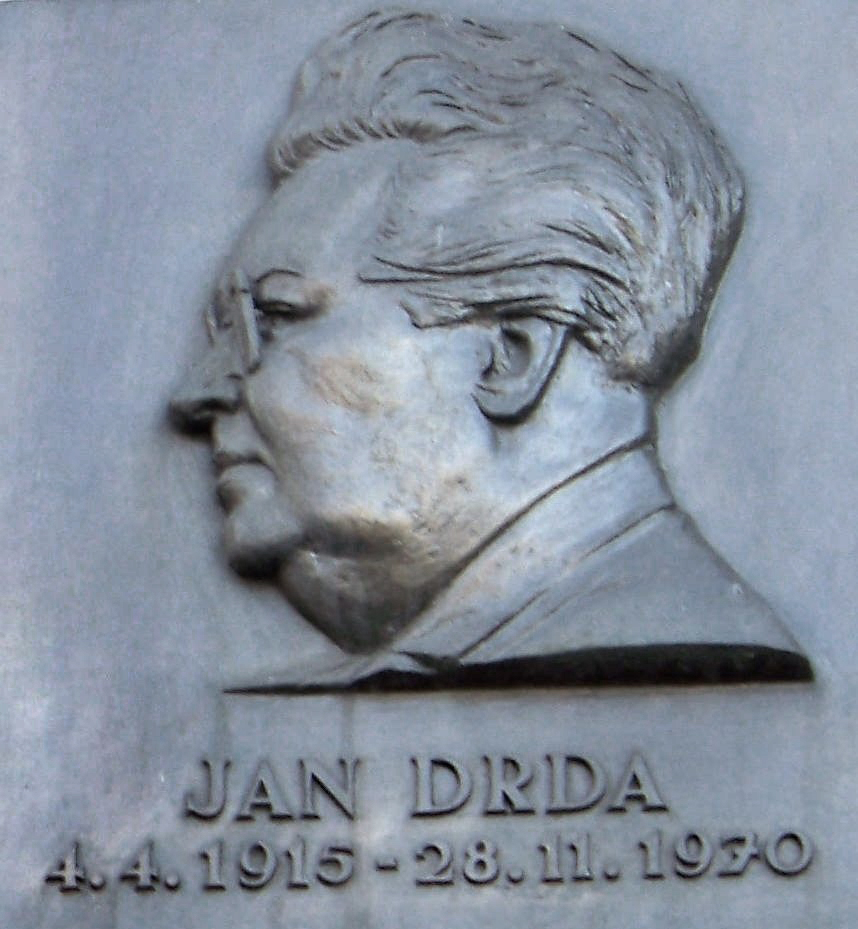
Jan Drda, reliéf na pamětní desce na Jiráskově náměstí v Praze (autor Miroslav Pangrác)

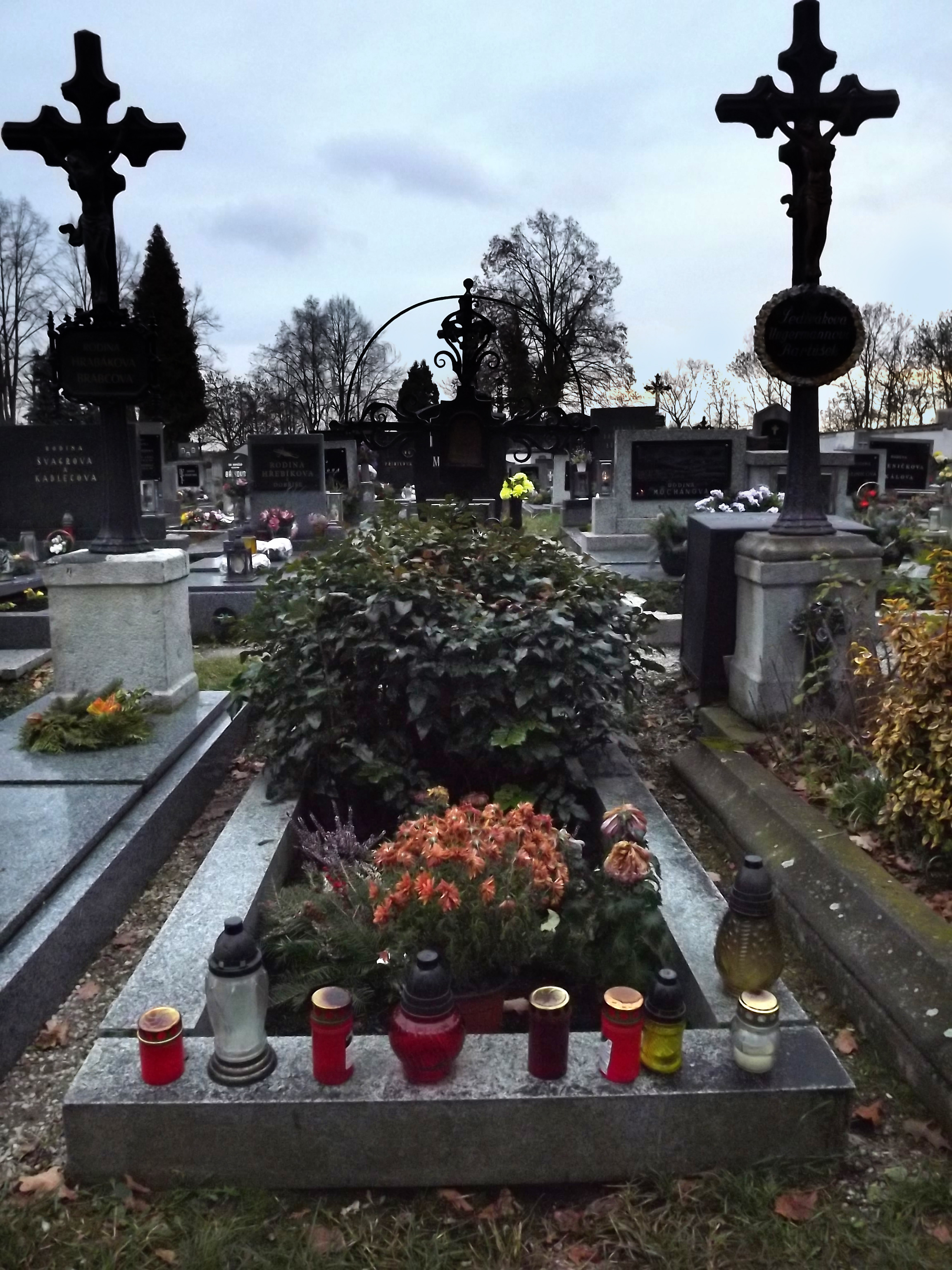
Hrob Jana Drdy v Dobříši

Jan Drda (4. dubna 1915 Příbram – 28. listopadu 1970 Dobříš) byl český novinář, politik, spisovatel-prozaik a dramatik. Laureát Státní ceny Klementa Gottwalda (1949, 1953) a zasloužilý umělec (1965).

## Život

### Mládí a studia
Narodil se v Příbrami jako syn kamnářského pomocníka Josefa Drdy a švadleny Antonie, roz. Filipové. Matka zemřela, když bylo Janovi šest let. Otec se po rozpadu svého druhého manželství dal na pití a od dětí odešel. Jana a jeho sestru Marii pak vychovával dědeček. Měl se vyučit klempířem, ale jeho babička prosadila, aby studoval na klasickém gymnáziu v Příbrami, kde roku 1934 maturoval a začal studovat filologii na pražské Karlově univerzitě, studia nedokončil.

### Počátky literární dráhy
Od mládí psal povídky i hry pro ochotnické divadlo, už od roku 1932 přispíval do novin a časopisů. Svoji románovou prvotinu Městečko na dlani vydal v 25 letech. V letech 1937 až 1942 byl redaktorem Lidových novin, do kterých přispíval fejetony, črtami a reportážemi. 

### Literární a politická činnost po roce 1945
Po osvobození pokračoval ve Svobodných novinách (viz Lidové noviny) a později v deníku Práce. Dne 26. února 1948 se do Svobodných novin vrátil a po odstranění Ferdinanda Peroutky se stal jejich šéfredaktorem. Byl totiž ve vedení akčního výboru Národní fronty  Syndikátu českých spisovatelů, kde se aktivně podílel na personálních čistkách v řadách spisovatelů a publicistů. Za zmínku stojí fakt, že jen do začátku března 1948 bylo tímto akčním výborem odstraněno přes třicet spisovatelů. Již v roce 1945 vstoupil do Komunistické strany Československa, ale inklinoval k ní již před druhou světovou válkou a už tehdy tvrdil, že bude třeba pozavírat některé spisovatele, kteří se stavěli proti komunistickému vidění světa. V roce 1948 podepsal výzvu prokomunistické inteligence Kupředu, zpátky ni krok!, jež byla vydána dne 25. února 1948 na podporu komunistického převratu. Poté zastával významné kulturní i politické funkce a byl za ně novým režimem odměňován.
Ve volbách roku 1948 byl zvolen do Národního shromáždění za KSČ ve volebním kraji Praha. Mandát obhájil ve volbách v roce 1954 a v parlamentu zasedal až do konce funkčního období, tedy do roku 1960.

### Předseda Svazu československých spisovatelů
V letech 1949 až 1956 byl předsedou Svazu československých spisovatelů. Společně s Václavem Řezáčem se trvale podíleli na vylučování nekomunistických autorů ze svazu spisovatelů, u některých z nich má podíl i na jejich odsouzení a věznění. Drda a Řezáč nevybíravě postupovali zejména proti katolicky orientovaným a ke katolicismu inklinujícím autorům jako byli Jakub Deml, Jan Zahradníček, Václav Renč nebo Bohuslav Reynek. Dvojice Drda a Řezáč si v této době vysloužila posměšnou přezdívku „Drzáč“.
Významná byla i jeho spolupráce s filmem, především se uplatnil jako autor námětů a scénářů. Ke konci života byl šéfredaktorem týdeníku Svět práce, který v roce 1968 sám založil. 

### Invaze vojsk Varšavské smlouvy
Postavil se proti invazi vojsk Varšavské smlouvy roku 1968 a následné okupaci Československa, za což byl hned roku 1969 z tohoto místa vyhozen. Dne 25. srpna 1968 v Rudém právu vyšel v souvislosti s příchodem sovětských vojáků Drdův článek s názvem „Nezkřivte jim ani vlas, nedejte jim ani kapku vody“. Řada lidí se tímto poselstvím řídila a okupantům, kteří měli problémy se zásobováním, odmítala vodu dávat. 

### Závěr života
Zemřel na infarkt za volantem svého auta na křižovatce v Dobříši a je pohřben na místním hřbitově. Jeho pohřbu se zúčastnilo asi dva tisíce lidí.

## Ocenění a připomínky
- V roce 1955 obdržel Řád republiky.[10]

- 28. listopadu 2020 byla na jeho rodném domě v Příbrami v Žižkově ulici odhalena pamětní deska.[11]

## Rodina
Oženil se již za druhé světové války, s manželkou vychoval čtyři děti: nejstarší syn Petr Drda (* 1944) vystudoval archeologii a je významným specialistou na keltskou a laténskou kulturu. Starší dcera vystudovala lékařství. Mladší syn Jakub (* 1951) studoval žurnalistiku a stal se publicistou a redaktorem. Nejmladší dcera Světlana (* 1953) vystudovala češtinu a francouzštinu na filozofické fakultě UK. V rodinné tradici písemnictví pokračuje vnuk Adam Drda.

## Dílo

### Próza
- Městečko na dlani, 1940 – obraz městečka Rukapáň (ve skutečnosti autorova rodná Příbram) těsně před první světovou válkou; šťastné i smutné osudy města i jednotlivých obyvatel
- Živá voda, 1942 – román o životě umělecky založeného venkovského chlapce v poválečných letech
- Putování Petra Sedmilháře, 1943 – román, příběh nemanželského chlapce, nyní sirotka a tuláka, který hledá svého neznámého otce a vymýšlí si o něm fantastické příběhy
- Svět viděný zpomaloučka, 1943 – knižní vydání výboru z jeho tvorby pro Lidové noviny
- Listy z Norimberka, 1946 – kniha fejetonů, tématem Norimberský proces
- Němá barikáda, 1946 – soubor povídek, téma druhé světové války
- Kuřák dýmky, 1948
- Dětství soudruha Stalina, 1953 – životopisná črta o Stalinově životě až do jeho 16 let
- Krásná Tortiza, 1952 – sbírka povídek (Státní cena za rok 1953[14])
- Jednou v máji, 1958 – román pro mládež o obraně Trojského mostu ve dnech květnového povstání, hrdinství jeho obránců z lidu
- České pohádky, 1959 – 12 lidových pohádek s ilustracemi Josefa Lady
- Posvícení v Tramtárii, 1972 – 3 pohádky (Posvícení v Tramtárii, Sláva a pád Matesa Přespolňáka a O třech králích, jak panovali jeden za druhým, a o princeznách Pyšnilce, Fintilce a Brebentilce, jak na ně Modroočka pěkně vyzrála); poslední autorovo dílo, formou navazuje na Hrátky s čertem; většinou motiv neschopného starého krále a rozumnějšího nástupce
- České lidové hádanky v podání Jana Drdy: pro čtenáře od 6 let, 1984
- Nedaleko Rukapáně, 1989 – posmrtně vydaný výběr z autorových povídek
- Milostenky nemilostivé, 1995 – sbírka soudniček z let 1939–40

### Dramatická tvorba
- Magdalenka, 1941 – jednoaktová komedie
- Jakož i my odpouštíme, 1941 – hra o třech jednáních
- Romance o Oldřichu a Boženě, 1953 – komedie s dobově poplatným tématem – milostný příběh kombajnéra Oldřicha a svazačky Boženy
- Hrátky s čertem, 1946 – jinotajná báchorka, komedie o 10 obrazech, zfilmována a zpracována jako opera i loutková hra, premiéra ve Stavovském divadle
- Dalskabáty, hříšná ves aneb Zapomenutý čert, 1960 – komedie o 8 obrazech, polepšený čert pomůže odhalit ďábla převlečeného za faráře
- Jsou živí, zpívají, 1961 – opět téma Květnového povstání

### Filmové scénáře a náměty
- Druhá směna, 1940 – námět
- Městečko na dlani, 1942 – námět. Nezfilmováno v Příbrami, ale v Ronově nad Doubravou.
- Děvčica z Beskyd, 1944 – scénář
- Znamení kotvy, 1947 – námět a scénář
- Němá barikáda, 1949 – námět a scénář (Drdovi udělena v roce 1949 Státní cena za námět[15])
- Hrátky s čertem, 1956 – námět a scénář
- Dařbuján a Pandrhola, 1959 – námět a scénář
- Vyšší princip, 1960 – námět a scénář
- Zlaté kapradí, 1963 – námět
- O princezně Jasněnce a létajícím ševci, 1987 – námět
- Nejkrásnější hádanka, 2008 – námět

### Rozhlasové adaptace
- 1956 Vyšší princip, dramatizace Jaroslav Pour, režie Miloslav Disman. Hráli: Přemysl Pražský, Josef Roubalík, Antonín Hardt, Dalimil Klapka, Miloš Nedbal, Karel Houska, Josef Chvalina, Vladimír Hlavatý, Antonín Zíb, Josef Červinka, Bohuš Rendl, Karel Augusta, Pavel Bártl, Stanislav Junek a Martin Prášek.
- 1993 O princezně Jasněnce a ševci, který létal, na motivy pohádky Jana Drdy napsal František Pavlíček, hudba Petr Skoumal, dramaturgie Eva Košlerová, režie Maria Křepelková. Hráli: Magdalena Reifová, Jan Šťastný, Vladimír Brabec, Vladimír Dlouhý, Věra Galatíková, Ladislav Trojan, Petr Štěpánek, Sylva Turbová a Eduard Cupák. Český rozhlas[16]